# Вальтер Шахнер
Вальтер Шахнер (нім. Walter Schachner, нар. 1 лютого 1957, Леобен) — австрійський футболіст, нападник. По завершенні ігрової кар'єри — футбольний тренер. Наразі очолює тренерський штаб команди ЛАСК (Лінц).
Як гравець насамперед відомий виступами за «Аустрію» (Відень) та «Торіно», а також національну збірну Австрії.

## Клубна кар'єра
У дорослому футболі дебютував 1975 року виступами за «Леобен», в якому провів три сезони, взявши участь у 75 матчах чемпіонату.
З 1978 по 1981 рік грав у складі «Аустрії» (Відень). Протягом цих років тричі виборював титул чемпіона Австрії та став володарем Кубка Австрії.
У 1981 році перейшов в італійський клуб «Чезена», який якраз перед цим вийшов в Серію А. У «Чезені» Шахнер грав непогано і регулярно забивав голи, але в 1983 році команда вибула в Серію B і австрієць вирішив покинути команду.
Своєю грою Вальтер привернув увагу представників тренерського штабу «Торіно», до складу якого приєднався 1983 року. Відіграв за туринську команду наступні три сезони своєї ігрової кар'єри. Більшість часу, проведеного у складі «Торіно», був основним гравцем атакувальної ланки команди.
У 1986 році Шахнер перейшов в «Авелліно», який тоді виступав у Серії С1 і грав за нього протягом двох сезонів, після чого повернувся на батьківщину.
Протягом 1988–1997 років захищав кольори низки австрійських клубів, проте в жодному з них не став основним гравцем.
Завершив професійну ігрову кар'єру в 41-річному віці у нижчоліговому австрійському клубі «Айнтрахт» (Вельс), за який виступав протягом сезону 1997–98 років.

## Виступи за збірну
5 грудня 1976 року дебютував в офіційних матчах у складі національної збірної Австрії в матчі проти збірної Мальти.
У складі збірної був учасником чемпіонату світу 1978 року в Аргентині, де зіграв у трьох матчах і забив один гол, та чемпіонату світу 1982 року в Іспанії, де зіграв в усіх п'яти матчах збірної і забив два голи.
Всього протягом кар'єри у національній команді, яка тривала 19 років, провів у формі головної команди країни 64 матчі, забивши 23 голи.

## Кар'єра тренера
Розпочав тренерську кар'єру невдовзі по завершенні кар'єри гравця, 1999 року, очоливши тренерський штаб клубу «Цельтвег».
Надалі очолював «Каринтію», «Аустрію» (Відень), ГАК (Грац), з яким ставав володарем золотого дубля, «Мюнхен 1860», «Аустрію Кернтен» та «Адміру-Ваккер».
Наразі очолює тренерський штаб команди ЛАСК (Лінц).

## Титули і досягнення

### Командні

#### Як гравець
- Чемпіон Австрії (3):

«Аустрія» (Відень): 1978-79, 1979-80, 1980-81
- Володар Кубка Австрії (1):

«Аустрія» (Відень): 1979-80

#### Як тренер
- Чемпіон Австрії (1):

ГАК (Грац): 2003-04
- Володар Кубка Австрії (2):

«Кернтен»: 2000-01
ГАК (Грац): 2003-04
- Володар Суперкубка Австрії (1):

«Кернтен»: 2001

### Особисті
- Найкращий бомбардир чемпіонату Австрії: 1978-79 (24 голи), 1979-80 (34 голи)
- Найкращий бомбардир Кубка Італії (1): 1983-84 (8 голів)